# Soløjetræ
Soløjetræ (Cistus) er en slægt med ca. 20 arter, der er udbredt i Middelhavsområdet fra De Canariske Øer, Marokko og Portugal og gennem hele området med vinterregn til Mellemøsten. Det er stedsegrønne buske med modsatte blade, der har en læderagtig og lidt ru overflade. De har store 5-tallige blomster i hvide til mørkerøde farver. Der er udviklet talrige hybrider og sorter til havebrug. Her omtales kun de arter, som danskere kan møde på ferierejser til Middelhavsområdet.
| Arter |

- Cistus albidus
- Cistus asper
- Cistus chinamadensis
- Cistus clusii
- Cistus creticus
- Cistus crispus
- Cistus heterophyllus
- Cistus inflatus
- Cistus ladanifer
- Cistus libanotis
- Cistus laurifolius
- Cistus monspeliensis
- Cistus munbyi
- Cistus ocreatus
- Cistus osbeckiifolius
- Cistus pouzolzii
- Cistus parviflorus
- Cistus salvifolius
- Cistus symphytifolius
- Cistus umbellatus